# Arrondissement di Mulhouse
L'arrondissement di Mulhouse è una suddivisione amministrativa francese, situata nel dipartimento dell'Alto Reno, nella regione del Grand Est.

## Composizione
L'arrondissement di Mulhouse raggruppa 73 comuni in 9 cantoni:
- cantone di Habsheim
- cantone di Huningue
- cantone di Illzach
- cantone di Mulhouse-Est
- cantone di Mulhouse-Nord
- cantone di Mulhouse-Ovest
- cantone di Mulhouse-Sud
- cantone di Sierentz
- cantone di Wittenheim.